# AFS Interculturele Programma's
AFS Interculturele Programma's is een internationale uitwisselingsorganisatie die jongeren de kans biedt een periode van drie maanden tot een jaar te integreren in een andere cultuur. AFS bestaat sinds 1947 en is actief in een vijftigtal landen over de hele wereld.
Dit kan ofwel door er een periode secundair of hoger onderwijs te volgen, of door er te werken als vrijwilliger in een sociaal, cultureel of ecologisch project. Altijd staat de interculturele beleving en het integreren in de lokale gemeenschap voorop. Om die reden verblijven de gaststudenten bij een gastfamilie.
AFS is wereldwijd de grootste uitwisselingsorganisatie voor jongeren. Elk jaar zijn er zo'n 12.000 deelnemers voor de programma's die AFS aanbiedt. Voor het voorbereiden en ondersteunen van deze jongeren steunt AFS op meer dan 50.000 lokale vrijwilligers, verspreid over alle AFS-partnerlanden. Dit maakt AFS ook een van de grotere vrijwilligersorganisaties in de wereld.
Om te benadrukken dat AFS een mondiale organisatie is, wordt de oorspronkelijke naam 'American Field Service' niet meer gebruikt. De afkorting is wel gehandhaafd voor de herkenbaarheid en als eerbetoon aan de oprichters en de eerste pioniers. 

## Missie
"AFS is een internationale, niet-gouvernementele, non-profitorganisatie van vrijwilligers. AFS wil mensen – via een proces van intercultureel leren – kennis, begrip en vaardigheden aanreiken om een rechtvaardige en vreedzame wereld tot stand te brengen. AFS maakt het mogelijk om als verantwoordelijke en integere burgers te werken voor vrede en verdraagzaamheid in een wereld van diversiteit. Vrede is een kwetsbaar proces dat bedreigd wordt door onrecht, ongelijkheid en intolerantie. Daarom heeft AFS vertrouwen in de waarde én waardigheid van elke mens, elk land, elke cultuur. AFS moedigt respect voor de mensenrechten en fundamentele vrijheden aan, zonder onderscheid naar ras, geslacht, taal, overtuiging of sociale afkomst."

## Geschiedenis van de organisatie
Kort na het uitbreken van de Eerste Wereldoorlog, bood een groep van 15 Amerikanen zich vrijwillig aan als ambulanciers voor het American Hospital in Parijs. Op deze manier hielpen zij de geallieerde troepen. Deze vrijwilligers noemden hun medische, mobiele eenheid "American Field Service" (AFS). Naar het einde van de oorlog toe waren zij uitgegroeid tot een groep van 2500 vrijwillige ambulanciers.
Toen de Tweede Wereldoorlog in 1939 uitbrak, was het ook deze American Field Service die vrijwillige ambulanciers uitzond naar Europa, Noord-Afrika, Birma en Indië.
Deze hulpverleners kregen veel warmte en genegenheid van de verschillende nationaliteiten die zij verzorgden en vervoerden in hun ambulances. Hieruit ontstond de idee om ook buiten oorlogsomstandigheden mensen uit verschillende landen met elkaar in contact te brengen om begrip en waardering voor ieders cultuur te bevorderen. De basisidee van AFS was geboren.
In 1947 gingen voor het eerst 51 studenten uit 10 verschillende landen voor een jaar naar de Verenigde Staten. Zij verbleven bij Amerikaanse families en gingen naar de plaatselijke "high schools”.
Vanaf de jaren 60 werd het eenzijdig Amerikaans karakter verlaten. AFS Intercultural Programs vormde zich om tot een multinationale organisatie waarbij 50 landen werden betrokken. Eind jaren 70 werd het dan ook Associated Field Service. De afkorting AFS blijft. Als doelstelling formuleert de organisatie het 'bevorderen van een intercultureel leerproces'. In verschillende landen wordt daarom het schooljaarprogramma aangevuld met een uitwisseling voor jongeren die een werkervaring in het buitenland willen opdoen, zomerkampen en/of uitwisselingen voor leraren.
Vandaag gaat AFS als letterwoord door het leven en probeert het "intercultureel leren" nog meer te diversifiëren. Enerzijds op internationaal vlak: alle landen, van de ontwikkelingslanden tot het rijke Westen krijgen eenzelfde statuut, met dezelfde mogelijkheden. De Noord-Zuid-dialoog gebeurt op gelijkwaardig niveau. En binnen elk land anderzijds: elke bevolkingsgroep, elke sociale klasse moet de kans krijgen een interculturele leerervaring op te doen. En dit alles in 52 landen, over 5 werelddelen, voor meer dan 11.000 deelnemers per jaar.
In november 2014 hield AFS een grote Centennialviering in Frankrijk en België om het begin van AFS (WO I) te herdenken.

## AFS wereldwijd
In volgende landen vindt men een AFS-kantoor:
Argentinië, België, Bolivia, Brazilië, Canada, Colombia, Chili, China, Costa Rica, Denemarken, Duitsland, Dominicaanse Republiek, Ecuador, Egypte, Finland, Frankrijk, Ghana, Guatemala, Honduras, Hongarije, Hongkong, Indonesië, India, IJsland, Italië, Japan, Letland, Maleisië, Mexico, Nieuw-Zeeland, Nederland, Noorwegen, Oostenrijk, Panama, Paraguay, Peru, Portugal, Rusland, Slowakije, Spanje, Thailand, Tsjechië, Turkije, VS, Venezuela, Zuid-Afrika, Zweden, Zwitserland.
AFS is lid van de Co-ordinating Committee of International Voluntary Service (CCIVS), verbonden aan UNESCO.

## Gastgezinnen
AFS werkt uitsluitend met (vrijwillige) gastgezinnen. Dit zijn gezinnen die hun huis en hun hart openstellen voor een buitenlandse student. Voor een trimester, semester of jaar hebben ze er een kind/broer/zus bij. 

## AFS in Nederland
In 1947 begon AFS met het uitwisselen van studenten. Tien landen stuurden jongen voor een schooljaar naar de Verenigde Staten. Nederland behoorde tot deze tien landen, en vierde in 2017 het 70-jarig bestaan. In 1996 werd de Vereniging AFS Interculturele Programma's omgevormd tot Stichting AFS Nederland. Ondersteund door het landelijk kantoor te Amersfoort, hielden meer dan 150 vrijwilligers in het land zich bezig met de programma's die AFS organiseert.
In 2021 is AFS Nederland samengevoegd met AFS Vlaanderen, en werden zij samen AFS Low Lands. Het hoofdkantoor van regio Nederland bevindt zich nu in Mechelen, België.

## AFS in België
In 1948 vertrokken via de Belgische jeugdorganisatie "La Jeunesse à l'Étranger" vier Belgische studenten voor een jaar naar de Verenigde Staten. De eerste Amerikanen kwamen naar België in 1951. In 1958 kwam er een 'eigen' AFS-organisatie in België, met een kantoor in Brussel, het centrum van de landelijke werking die werd ondersteund door de lokale comités van vrijwilligers.
In 1977 startte AFS België met een programma voor 18-plussers waarbij deze de kans kregen om mee te draaien in een buitenlands project. Dit aanbod is vandaag uitgewerkt in verschillende programma's, allen voor jongeren ouder dan 18 jaar.
De oprichting van de cultuurgemeenschappen in België had als gevolg dat er in 1978 twee zusterorganisaties werden gesticht: "AFS Interculturele Programma's vzw" en "AFS Programmes Interculturels asbl", beiden erkend door respectievelijk de Vlaamse en de Franstalige Gemeenschap. De beide organisaties zijn dus aparte partners binnen het AFS-netwerk en leggen elk hun eigen accenten wat programma-aanbod betreft. AFS Low Lands - regio Vlaanderen opereert vanuit haar kantoor in Mechelen, terwijl haar zusterorganisatie het Waalse landsgedeelte voor zich neemt vanuit haar Brussels kantoor.
In 2021 is AFS Nederland samengevoegd met AFS Vlaanderen, en werden zij samen AFS Low Lands. Het hoofdkantoor van regio Nederland bevindt zich nu in Mechelen, België.